# جوزيف موتوا
جوزيف موتوا (بالإنجليزية: Joseph Mutua) مواليد 10 ديسمبر 1978، هو عداء كيني متخصص في 800 متر. شارك في دورة الألعاب الأولمبية.

## سجل المنافسة
| العام      | المسابقة                                    | المكان             | المركز     | حدث          | ملاحظة     |
| يمثل كينيا | يمثل كينيا                                  | يمثل كينيا         | يمثل كينيا | يمثل كينيا   | يمثل كينيا |
| ---------- | ------------------------------------------- | ------------------ | ---------- | ------------ | ---------- |
| 1996       | بطولة العالم للناشئين لألعاب القوى 1996     | سيدني، أستراليا    | 1          | 800 م        | 1:48.21    |
| 1996       | بطولة العالم للناشئين لألعاب القوى 1996     | سيدني، أستراليا    | 8          | 4×400م تتابع | 3:09.04    |
| 2001       | نهائي الجائزة الكبرى لألعاب القوى 2001      | ملبورن, أستراليا   | 5          | 800 م        | 1:47.09    |
| 2002       | دورة ألعاب الكومنولث 2002                   | مانشستر, إنجلترا   | 2          | 800 م        | 1:46.57    |
| 2003       | دورة الألعاب العسكرية 2003                  | قطانية, إيطاليا    | 1          | 800 م        | 1:48.84    |
| 2003       | نهائي ألعاب القوى العالمي 2003              | مونت كارلو, موناكو | 2          | 800 م        | 1:46.13    |
| 2004       | بطولة العالم لألعاب القوى داخل الصالات 2004 | بودابست, المجر     | 6          | 800 م        | 1:47.86    |
| 2004       | نهائي ألعاب القوى العالمي 2004              | مونت كارلو, موناكو | 2          | 800 م        | 1:46.13    |

## روابط خارجية
- جوزيف موتوا على موقع الاتحاد الدولي لألعاب القوى (الإنجليزية)
- جوزيف موتوا على موقع اللجنة الأولمبية الدولية (الإنجليزية)
- جوزيف موتوا على موقع أوليمبيديا (الإنجليزية)
- جوزيف موتوا على موقع اتحاد ألعاب الكومنولث (مؤرشف) (الإنجليزية)